# The Blue Room
The Blue Room ist das im Jahr 2000 veröffentlichte zweite und bisher letzte Studioalbum der US-amerikanischen Hard-Rock-Band Union.

## Entstehung
Union hatte 1999 in schneller Folge die selbstbetitelte Debüt-CD sowie das Livealbum Live in the Galaxy veröffentlicht. Ende 1999 nahm die Gruppe in dem A&M Recording Studios das zweite Studioalbum auf, das im Februar 2000 veröffentlicht wurde.
Alle Titel des Albums wurden von Sänger John Corabi, Gitarrist Bruce Kulick, dem Produzenten Bob Marlette und dem Bassisten der Gruppe, Jamie Hunting, geschrieben. Die Band verzichtete vollständig darauf, Außenstehende am Songwriting zu beteiligen. Kulick sang den Titel Dear Friend, den er dem verstorbenen Kiss-Schlagzeuger Eric Carr gewidmet hatte. Das Lied Hypnotized legt zwar den Schluss nahe, dass Corabi, der 1994 Sänger bei Mötley Crüe war, sich von einem zu dieser Zeit unter seiner Mitwirkung entstandenen gleichnamigen Titel zu diesem Lied inspirieren ließ. Die beiden Lieder sind aber derart unterschiedlich, dass diese Annahme ausgeschlossen werden kann.
The Blue Room wurde am 21. Februar 2000 in Europa und am 22. Februar 2000 in den USA veröffentlicht.

## Wiederveröffentlichung
Am 1. März 2022 begann die Vorbestellungsphase für die ausschließlich auf Schallplatte erhältliche und auf 500 Exemplare limitierte Neuauflage des Albums, das für die Wiederveröffentlichung um fünf Bonustracks erweitert wurde.

## Titelliste
| Nr.          | Titel                    | Autor(en)                                              | Länge |
| ------------ | ------------------------ | ------------------------------------------------------ | ----- |
| 1.           | Do Your Own Thing        | Bruce Kulick, John Corabi, Bob Marlette, Jamie Hunting | 4:44  |
| 2.           | Dead                     | Corabi, Kulick, Marlette, Hunting                      | 3:36  |
| 3.           | Everything’s Alright     | Corabi, Kulick, Marlette, Hunting                      | 5:18  |
| 4.           | Shine                    | Corabi, Kulick, Marlette, Hunting                      | 5:35  |
| 5.           | Who Do You Think You Are | Corabi, Kulick, Marlette, Hunting                      | 4:41  |
| 6.           | Dear Friend              | Corabi, Kulick, Marlette, Hunting                      | 5:22  |
| 7.           | Do You Know My Name      | Corabi, Kulick, Marlette, Hunting                      | 4:59  |
| 8.           | Hypnotized               | Corabi, Kulick, Marlette, Hunting                      | 4:48  |
| 9.           | I Wanna Be               | Corabi, Kulick, Marlette, Hunting                      | 5:20  |
| 10.          | No More                  | Corabi, Kulick, Marlette, Hunting                      | 4:37  |
| Gesamtlänge: | Gesamtlänge:             | Gesamtlänge:                                           | 44:27 |

## Rezeption
Das deutsche Magazin Rock Hard vergab 8 von 10 möglichen Punkten und urteilte:

„Wenn Corabi gleich beim Uptempo-Opener 'Do Your Own Thing' oder dem Groovemonster 'Who Do You Think You Are' brilliert, wird klar, warum der Interims-Mötley Crüe-Shouter zu den besten seines Fachs gehört: Egal ob balladesk, rauh oder bluesig - Corabis variable, aber immer eindringliche Stimmlage setzt problemlos jede Nuance des UNION-Materials um. Doch es ist nicht nur der herausragende Gesang Corabis, der "The Blue Room" zu einem Hörgenuß macht, sondern auch die zahlreichen Details, die sich in den zehn Songs der Scheibe verstecken. 'Dear Friend', eine Nummer, die Kulick singt und dem verstorbenen Kiss-Drummer Eric Carr widmet, ist so ein Moment: Nach getragenem Beginn schlägt der Song um und mündet in einen mit wuchtigen Grooves unterlegten Refrain. "The Blue Room" bezieht seinen Reiz aus wohlplatzierten Gitarrenlicks und -soli, geschickt eingesetzten Backing-Vocals und einer lässigen Selbstverständlichkeit, die gute Musiker auszeichnet. Sollte man haben.“